# 수학의 미해결 문제 목록
르네상스 이래 수학 문제에 대한 해답은 세기가 갈수록 이전 세기에 비해 증가해 왔다. 그럼에도 불구하고 미해결된 수학의 크고 작은 문제들이 다수 존재한다. 미해결 문제는 여러 분야에서 나타나는데 물리학, 컴퓨터 과학, 대수학, 해석학, 조합론, 대수기하학, 이산기하학, 유클리드 기하학, 그래프 이론, 모형이론, 정수론, 집합론, 램지 이론, 동역학계, 편미분방정식 등에 걸친다. 몇몇 문제는 수학 내에서도 두 개 이상의 소분야에 걸쳐있을 수 있으며, 각 소분야의 개념을 적용하여 연구할 수 있다. 장기간 미해결된 문제는 상이 걸려있는 경우가 많은데, 이로 인해 밀레니엄 문제와 같은 목록들은 상당한 주목을 받는다.

## 유명한 목록들
지난 세기부터 유명 수학자나 기관이 몇가지 중요한 미해결 문제를 모은 목록들을 제시한 바 있다.
| 목록                    | 문제 수 | 미해결 혹은 부분적 해결 문제 수 | 제안자                     | 제안 연도 |
| ----------------------- | ------- | ------------------------------- | -------------------------- | --------- |
| 힐베르트 문제           | 23      | 15                              | 다비트 힐베르트            | 1900      |
| 란다우 문제             | 4       | 4                               | 에드문트 란다우            | 1912      |
| 다니야마 문제           | 36      | -                               | 다니야마 유타카            | 1955      |
| 서스턴의 24개 질문들    | 24      | -                               | 윌리엄 서스턴              | 1982      |
| 스메일 문제             | 18      | 14                              | 스티븐 스메일              | 1998      |
| 밀레니엄 문제           | 7       | 6                               | 클레이 수학연구소          | 2000      |
| 사이먼 문제             | 15      | <12                             | 배리 사이먼                | 2000      |
| 21세기 미해결 수학 문제 | 22      | -                               | 자이르 아베, 다나카 쇼타로 | 2001      |
| DARPA 수학 문제         | 23      | -                               | 미국 방위고등연구계획국    | 2007      |

### 밀레니엄 문제

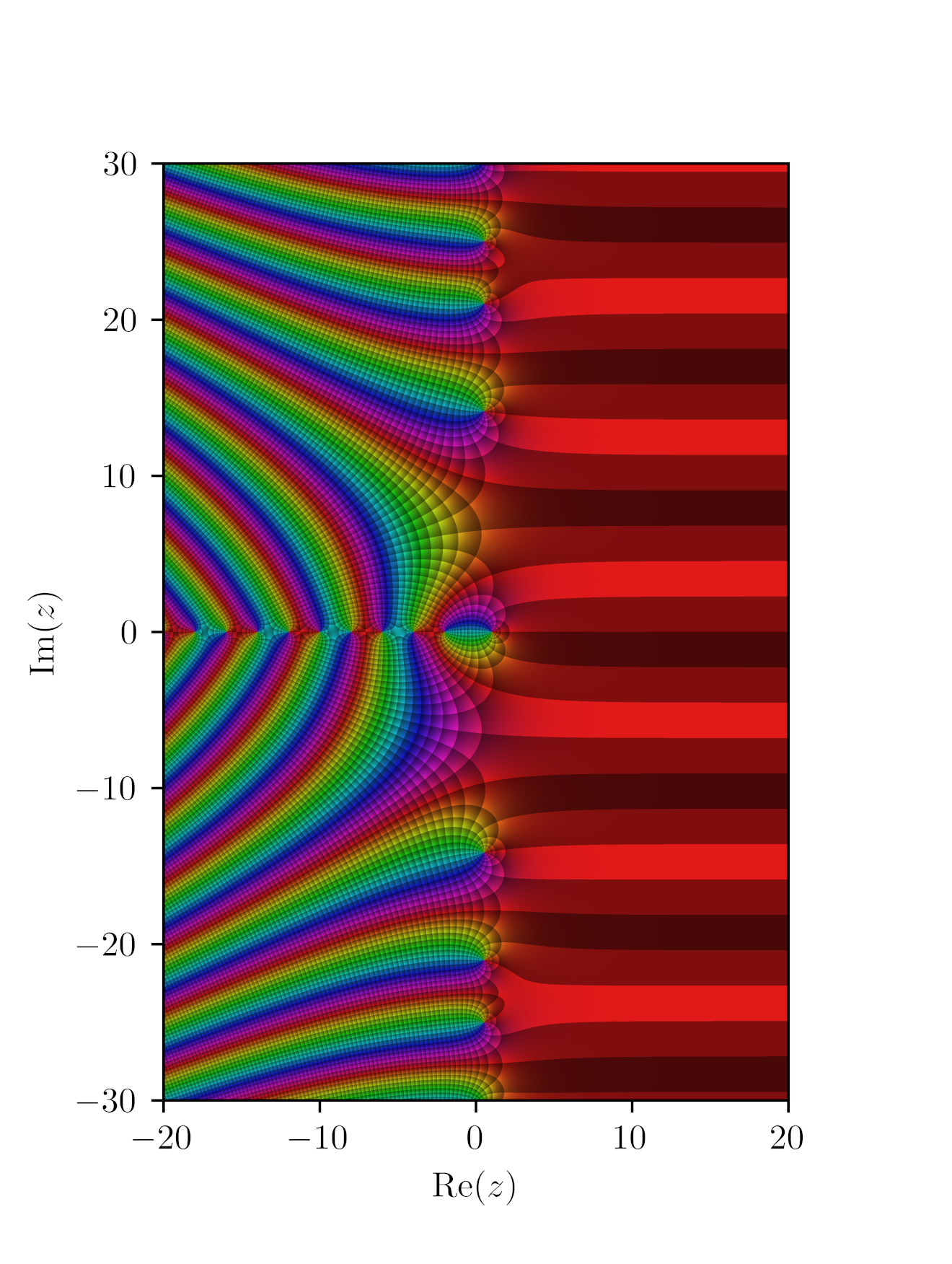
위의 리만 제타 함수는 유명하고 영향력 있는 미해결 난제인 리만 가설에서 다루는 개념이다.

2000년에 클레이 수학 연구소가 발표한 7개의 밀레니엄 문제 중 아래 6개는 2025년 현재 미해결이다.
- P-NP 문제
- 호지 추측
- 리만 가설
- 양-밀스 질량 간극 가설
- 나비에-스토크스 존재성과 매끄러움
- 버치-스위너턴다이어 추측

7번째 문제인 푸앵카레 추측은 2003년 그리고리 페렐만에 의해 해결되었다. 그러나 푸앵카레 추측을 일반화한 문제인 일반화 푸앵카레 추측은 아직 미해결이다.

## 분야별 미해결 문제

### 대수학
- 아다마르 추측
- 힐베르트의 15번째 문제
- 힐베르트의 16번째 문제

#### 군론
- 역 갈루아 문제: 모든 유한군은 유리수체의 확대체의 갈루아 군인가?
- 번사이드 문제: 모든 유한 생성 꼬임군은 유한한가?
- 모든 유한 표현 꼬임군은 유한한가?
- 렌스터 군, 즉 진부분군인 정규 부분군들의 차수의 합이 군의 차수와 같은 유한군이 무한히 많이 존재하는가?
- 일반화된 가공할 헛소리가 존재하는가?

### 해석학

파란색 영역의 넓이는 오일러-마스케로니 상수로, 유리수인지 아닌지는 밝혀지지 않았다.

- 불변 부분 공간 문제: 복소 바나흐 공간 위의 유계 작용소는 임의의 자명하지 않은 닫힌 부분공간을 자기 자신으로 사상시키는가?
- 평균값 문제: 차수가 {\displaystyle d\geq 2}인 복소계수 다항식 {\displaystyle f}과 복소수 {\displaystyle z}가 주어졌을 때, {\displaystyle |f(z)-f(c)|\leq |f'(z)||z-c|}를 만족하는 임계점 {\displaystyle c}가 존재하는가?
- 센도프 추측: 2 이상의 정수 n에 대하여 모든 근 r1, ..., rn 이 단위 원판 |z| ≤ 1 내에 있는 다항식 {\displaystyle f(z)=(z-r_{1})\cdots (z-r_{n})}에 대해, 모든 근이 최소한 1개 이상의 임계점으로부터 1 이내의 거리에 있는가?
- 란다우 상수와 블로흐 상수의 정확한 값은 얼마인가?
- 플린트 힐스 급수의 수렴 여부
- 오일러 방정식의 해의 정칙성
- 블라소프 방정식의 해의 정칙성

#### 초월적 수론
- {\displaystyle \gamma } (오일러-마스케로니 상수), π+e, π−e, πe, π/e, πe, π√2, ππ, eπ2, lnπ, 2e, ee, 카탈랑 상수, 킨친 상수는 유리수인가, 대수적 무리수인가, 초월수인가?[13][14][15]
- 네 지수 추측: 두 복소수 쌍 {\displaystyle x_{1},x_{2}}와 {\displaystyle y_{1},y_{2}}가 서로 유리수에서 일차 독립일 때, {\displaystyle e^{x_{1}y_{1}},e^{x_{1}y_{2}},e^{x_{2}y_{1}},e^{x_{2}y_{2}}} 중 적어도 하나는 초월수인가?

### 기하학

#### 대수기하학
- 과잉 추측
- 나카이 추측
- 들리뉴 추측
- 디미에 추측
- 마울리크–네크라소프–오쿤코프–판다리판데 추측, 즉 그로모프-위튼 불변량과 도널드슨-토마스 불변량 이론의 동일성에 대한 추측[16]
- 마닌 추측
- 무게-모노드로미 추측
- 배스 추측
- 분할 추측
- 비라소로 추측
- 자리스키 다양성 추측[17]
- 자코비안 추측
- 테이트 추측
- 파신 추측
- 표준 추측
- 프뢰베르크추측
- 하츠혼 추측[18]
- 후지타 추측

#### 덮기와 채우기 문제

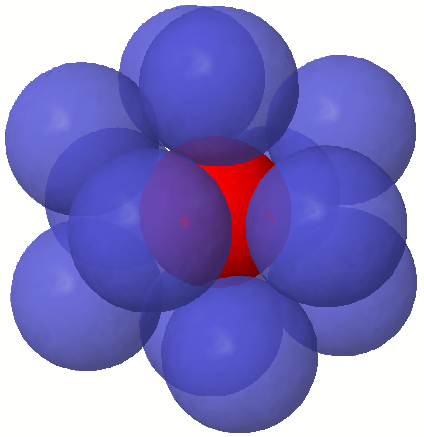
3차원에서, 단위 구 주위에 최대 12개의 구를 서로 겹치치 않고 단위 구와 접촉하게 만들 수 있으므로 입맞춤 수는 12이다. (여기서 바깥의 구의 중심들을 인접하는 구끼리 이으면 정이십면체가 된다.) 입맞춤 수가 알려진 차원은 1•2•3•4•8•24차원뿐이다.

- 1·2·3·4·8·24차원 외의 차원에서의 입맞춤 수 문제[19]
- 에르되시-올러 추측: {\displaystyle n}이 삼각수일 때, {\displaystyle n-1}개의 단위 원을 채우기 위한 정삼각형의 변의 길이의 하한은 {\displaystyle n}개의 단위원을 채울 때와 같은가?[20]
- 트라이포드 채우기: 주어진 정육면체 안에 채울 수 있는 트라이포드의 꼭짓점의 최대 개수는 얼마인가?[21]
- 구 채우기 문제
- 정사각형에 정사각형 채우기: 단위 정사각형을 한 변의 길이가 a인 정사각형에 최대한 채울 때 남는 공간의 점근적 성장률은 어떻게 되는가?[22]

#### 이산기하학
- 레비-하트비거 추측: 임의의 n차원 볼록 다포체는 이와 중심닮음이면서 더 작은 {\displaystyle 2^{n}}개의 다포체로 채워질 수 있는가?[23]
- 고본 삼각형 문제
- 에르되시-세케레스 추측: 평면 위에 어느 세 점도 일직선 위에 있지 않은 점이 {\displaystyle 2^{n-2}+1}개 있다면, 그 중 볼록 n각형의 꼭짓점을 이루는 n개의 점이 존재하는가?[24]
- 에르되시 거리 문제: 서로 다른 점 n개가 평면 위에 있을 때 반드시 찾을 수 있는 서로 다른 거리 수의 최솟값 {\displaystyle f(n)}을 찾아라.[25]

#### 유클리드 기하학
- 소파 옮기기 문제: 폭이 1이고 직각으로 꺾인 복도를 지나갈 수 있는 가장 면적이 넓은 도형은 무엇인가?[26]
- 내접 정사각형 문제(퇴플리츠 추측): 임의의 조르당 곡선에서 네 점을 잡아 정사각형을 만들 수 있는가?
- 모서의 벌레 문제: 모든 단위 길이 곡선을 포함할 수 있는 최소 도형의 면적은 얼마인가?[27]
- 톰슨 문제: n개의 상호 반발하는 입자들을 위치 에너지가 최소가 되도록 단위 구 위에 배치하는 방법은 무엇인가?[28]

### 동역학계
- 콜라츠 추측

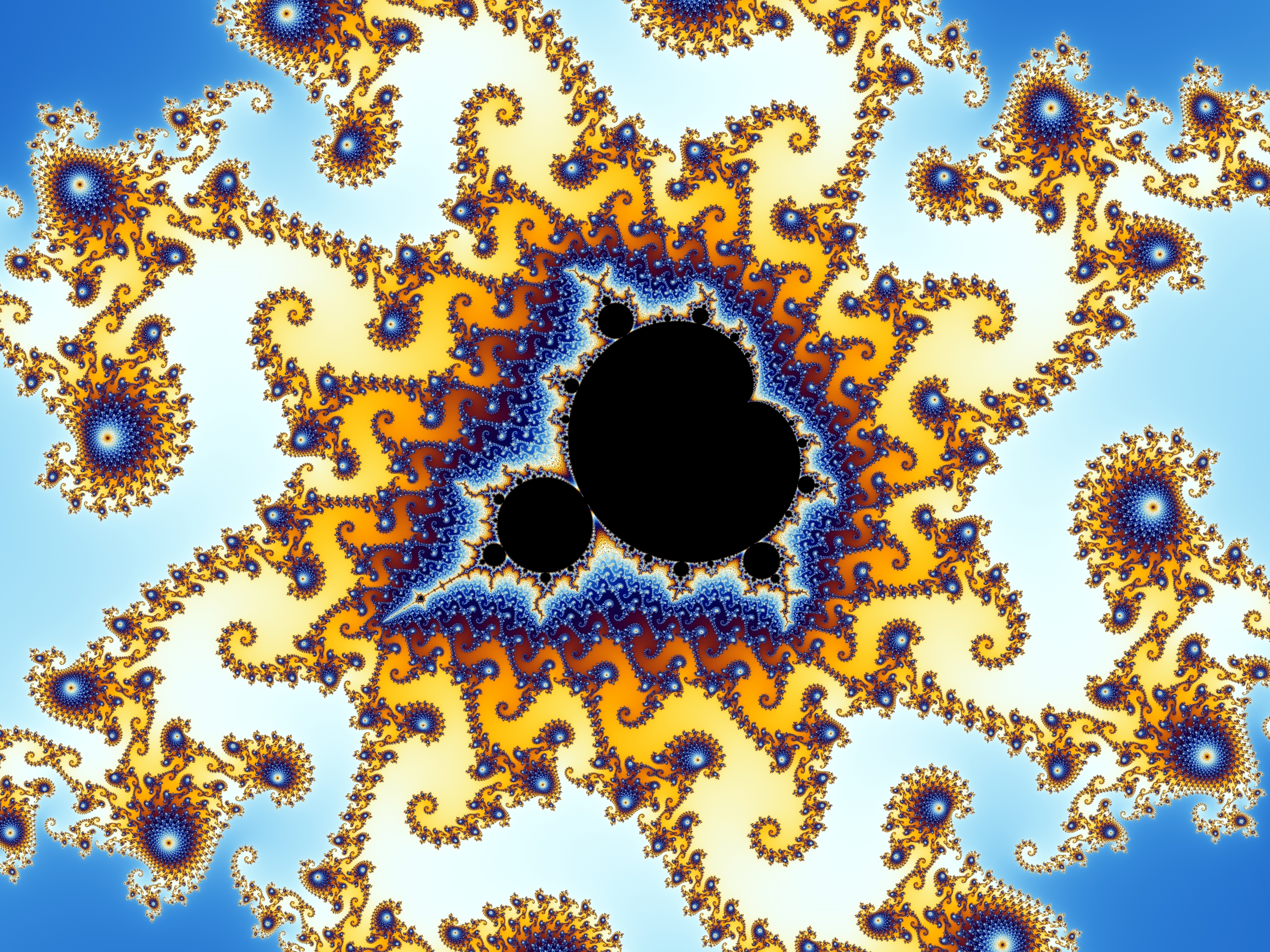
망델브로 집합. 망델브로 집합이 국소 연결인지 아닌지는 밝혀지지 않았다.

- MLC 추측: 망델브로 집합이 국소적 연결성을 가지는가?

### 게임 및 퍼즐

#### 조합론적 게임
- 스도쿠
  - 최소 형태의 문제가 기본적으로 제공하는 초기 정보의 최대 개수는 얼마인가?[29]
  - 유일한 풀이가 존재하는 문제의 개수는 얼마인가?[29]
  - 최소 형태의 문제 중에서 유일한 풀이가 존재하는 문제의 개수는 얼마인가?[29]
- 틱택토와 변종들
  - 너비가 정해진 틱택토 판에서 X가 이기는 전략이 보장되는 판의 최소 차원은 몇인가?[30]
- 중복되지 않는 모든 기초 세포 자동자들의 튜링 완전성 여부

#### 불완전한 정보를 가진 게임
- 랑데부 문제

### 그래프 이론
- 하트비거의 추측: 완전 그래프 {\displaystyle K_{t}}의 마이너가 없는 그래프의 채색수는 t-1 이하인가?[31]
- 하트비거-넬슨 추측: 단위 거리만큼 떨어진 임의의 두 점이 서로 다른 색을 갖도록 평면을 칠하기 위해 필요한 색의 최소 개수는 몇인가?[32]
- 하르보르트 추측: 모든 평면 그래프는 각 변의 길이가 정수가 되도록 그릴 수 있는가?[33]

### 정수론

#### 해석적 수론
- 빌 추측
- 일반화 리만 가설
  - 리만 가설
- 크라메르 추측
- 웨어링의 문제

#### 대수적 수론
- 버치-스위너턴다이어 추측
- 힐베르트의 9번째 문제
- 힐베르트의 11번째 문제
- 힐베르트의 12번째 문제

#### 미분류

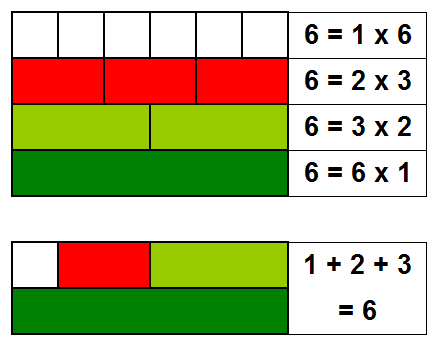
6은 양의 소인수 1, 2, 3의 합이 되므로 완전수이다. 얼마나 많은 완전수가 존재하는지, 홀수 완전수가 존재하는지는 밝혀지지 않았다.

- abc 추측
- 힐베르트의 11번째 문제
- 에르되시-스트라우스 추측
- 브로카 문제: {\displaystyle n=4,5,7} 외에 {\displaystyle n!+1=m^{2}}을 만족하는 정수쌍 {\displaystyle (n,m)}이 존재하는가?
- 합동수 문제(버치-스위너턴다이어 추측의 딸린 문제): 주어진 유리수가 합동수(세 변이 모두 유리수 길이를 갖는 직각삼각형의 넓이로 나타낼 수 있는 수)인지 어떻게 판별하는가?
- 에르되시-모서 문제: 에르되시-모서 방정식 {\displaystyle 1^{k}+2^{k}+\cdots +m^{k}=(m+1)^{k}}의 해는 11 + 21 = 31이 유일한가?
- 짝수 완전수가 무한히 존재하는가? (메르센 소수가 무한히 존재하는지와 동치)
- 홀수 완전수가 존재하는가?
- 친화수가 무한히 존재하는가?
- 홀수와 짝수로 이뤄진 친화수가 존재하는가?
- 혼약수가 무한히 존재하는가?
- π, e, {\displaystyle {\sqrt {2}}}가 정규수인가?
- 라이크렐 수는 존재하는가?
- 196, 879, 1997 등은 라이크렐 수인가?
- 어떤 정수가 세 세제곱수의 합으로 표현될 수 있는가?[34]
- 완벽한 직육면체 문제: 임의의 두 꼭짓점 사이의 거리가 정수인 직육면체가 존재하는가?

#### 소수

골드바흐의 추측은 2보다 큰 모든 짝수는 두 소수의 합으로 나타낼 수 있다는 추측이다.

- 모든 페르마 수는 제곱 인수가 없는가?
- n이 소수일 때 메르센 소수 Mn은 제곱 인수가 없는가?
- 골드바흐의 추측
- 쌍둥이 소수 추측
- 사촌 소수가 무한히 존재하는가?
- 피보나치 소수(소수인 피보나치 수)가 무한히 존재하는가?
- 섹시 소수가 무한히 존재하는가?
- 소피 제르맹 소수가 무한히 존재하는가?

- 브로카 추측: n번째 소수 pn에 대해 (pn)2과 (pn+1)2 사이에 4개 이상의 소수가 존재하는가?
- 부냐콥스키 추측
- 페르마 소수가 무한히 존재하는가?
- 합성수인 페르마 수가 무한히 존재하는가?

### 조합론
- 1/3-2/3 추측: 임의의 전순서 집합이 아닌 유한 부분 순서 집합은, 무작위로 선형 확장을 했을 때 x가 y보다 작을 확률이 1/3 이상 2/3 이하가 되도록 하는 두 원소 x, y를 가지는가?[35]
- 외로운 러너 추측: 모든 자연수 n에 대하여, t=0에서 단위원의 같은 지점에서 출발해 서로 다른 속도로 원을 도는 n명의 러너가 있을 때, 모든 각 러너가 최소 한 번은 다른 러너와 1/k 이상 떨어지도록 하는 것이 가능한가?[36]
- No-three-in-line 문제: 어떤 세 점도 한 직선 위에 놓이지 않도록 {\displaystyle n\times n} 격자 위에 배치할 수 있는 점의 최대 개수는 얼마인가?
- 프랑클 추측: 임의의 합집합 연산에 대해 닫힌 집합족은, 절반 이상의 집합에 속하는 원소가 항상 존재하는가?[37]
- 램지 수 {\displaystyle R(5,5)}의 값은?
- 판데르바르던 수: 주어진 양의 정수 r과 k에 대해, N개의 양의 정수 {1, 2, ..., N}이 각각 r개의 색 중 하나로 칠해졌을 때 같은 색의 k개의 정수로 이루어진 등차수열이 항상 존재하도록 하는 N의 값은?

### 위상수학

매듭 풀기 문제는 다이어그램으로 나타낸 매듭이 실제로 자명한 매듭임을 밝히기 위한 효율적인 알고리즘을 찾는다.

- 힐베르트-스미스 추측: 위상다양체에서 연속이고 충실한 작용을 가지는 국소 콤팩트 위상군은 리 군인가?
- 매듭 풀기 문제: 자명한 매듭이 다항 시간 내에 밝혀질 수 있는가?

## 1995년 이후 해결된 문제
- 오각형 타일링 (2017년, 마이클 라오)[38]
- 에르되시 불일치 문제 (2015년, 테런스 타오)[39]
- 약한 골드바흐의 추측 (2013년, 하랄드 헬프콧)[40][41][42]
- 그린-타오 정리 (2004년, 벤 그린, 테런스 타오)[43]
- 푸앵카레 추측 (2002년, 그리고리 페렐만)[44]
- 에르되시-그레이엄 추측 (2000년, 어니스트 크루트)[45]
- 케플러의 추측 (1998년, 사무엘 퍼거슨, 토마스 헤일스)[46]
- 페르마의 마지막 정리 (1995년, 앤드루 와일스, 리처드 로런스 테일러)[47][48]

## 같이 보기
- 컴퓨터 과학의 미해결 문제 목록
- 물리학의 미해결 문제 목록
- 미해결 문제 목록